# 拉瓦尔品第县

在旁遮普省的位置

拉瓦尔品第县是巴基斯坦旁遮普省的一个县，位于喜马拉雅山脉南麓。拉瓦尔品第县包含拉瓦尔品第市及周边地区。该县总面积5,286平方公里（2,041 sq mi），总人口3,363,911（1998）。首府位于拉瓦尔品第市。

## 行政区划
拉瓦尔品第县分为7个乡。
- Gujar Khan Tehsil
- 卡胡塔乡（Kahuta Tehsil）
- Kallar Syedan Tehsil
- Kotli Sattian Tehsil
- 穆里乡（Murree Tehsil）
- Pothohar Town Tehsil

拉瓦尔品第县行政区划

- 拉瓦尔镇乡（Rawal Town Tehsil）
- 塔克西拉乡（Taxila Tehsil）